# Lee Robert Martin
 Ikke at forveksle med Lee Andrew Martin.
Lee Robert Martin (født 9. februar 1987 i Taunton, England) er en engelsk fodboldspiller der spiller for Exeter City F.C..